# Kaylyn Brown
Kaylyn Brown (n. 31 decembrie 2004, Charlotte, Carolina de Nord, SUA) este o sportivă ce a reprezentat Statele Unite ale Americii, medaliată olimpică. A participat la o ediție a Jocurilor Olimpice (2024) în care a câștigat o medalie de aur și o medalie de argint în probele de 4x400 m și 4x400 m mixt.

## Palmares
| An   | Competiție                     | Locație        | Loc | Eveniment    | Note    |
| ---- | ------------------------------ | -------------- | --- | ------------ | ------- |
| 2022 | Campionatul Mondial de Juniori | Cali, Columbia | 1   | 4×400 m      | 3:17,69 |
| 2024 | Jocurile Olimpice              | Paris, Franța  | 1   | 4×400 m      | 3:15,27 |
| 2024 | Jocurile Olimpice              | Paris, Franța  | 2   | 4×400 m mixt | 3:07,74 |

1. 1 2  Sportiva a participat doar la calificări, dar a primit o medalie.